# Ковалі (Хорольська міська громада)
Ковалі́ —  село в Україні, у Хорольській міській громаді Лубенського району Полтавської області. Населення становить 781 осіб. До 2020 орган місцевого самоврядування — Ковалівська сільська рада.

## Географія
Село Ковалі знаходиться на лівому березі річки Хорол, вище за течією на відстані 0,5 км розташоване село Мелюшки, нижче за течією на відстані 0,5 км розташоване село Новоаврамівка, на протилежному березі — село Стайки. Річка в цьому місці звивиста, утворює лимани, стариці та заболочені озера. Через село проходить автомобільна дорога Т 1715.

## Історія
У 1781 році — Хорольської сотні Миргородського полку, 165 хат, 87 козаків виборних, 30 козаків підпомічників, 48 посполитих володарів, різночинських та козацьких підсусідків.
З 1781 року — в складі Хорольського повіту Київського намісництва.
На 1787 рік в селі 563 жителі чоловічої статі.
Ковалі були у володінні капітана Семена Горленка, полкового обозного Федора та секунд-майорів Миколи та Петра Родзянок.
У 1859 р. село мало 225 дворів, 1312 жителів та дерев, Михайлівську церкву.
1900 року в Ковалях дві сільські громади (козацька і селян-власників), 210 дворів, 1189 жителів, земська і церковно-приходська школи; 1910 – 181 господарств, 1158 жителів, орної землі 748, посівів 851 десятин.
В 1917 році село входить до складу Української Народної Республіки.
Внаслідок поразки Перших визвольних змагань село надовго окуповане більшовицькими загарбниками.
1926 року — 254 господарств, 1456 жителів. Перший колгосп організовано 1930 року.
У 1932—1933 роках селяни пережили сталінський геноцид.
Під час німецької окупації 14.09.1941 — 19.09.1943 років вивезено до Німеччини 8 осіб, більша частина села була спалена.
1950 року артілі «Вільне життя» та «Нове поле» об'єдналися в колгосп «Нове поле». 1962 року колгоспу присвоєне ім'я генерал-майора Б. М. Юр'єва. Тепер — сільськогосподарське підприємство (м’ясо-молочного, зернового напряму, технічних культур). В Ковалях працюють відділення поштового зв'язку, побутовий комбінат, середня школа, фельдшерсько-акушерський пункт, дитсадок, Будинок культури на 250 місць, бібліотека (15534 д. зб). Уродженцем с. Мелюшки Ковалівської сільської ради є український поет, байкар і фольклорист Левко Боровиковський (тут його і поховано). У Ковалях 1956 року встановлено надгробок на спільній могилі вояків Червоної Армії, які загинули 1943 року під час захоплення села, та пам'ятник воїнам-односельцям, полеглим (166 осіб) на фронтах німецько-радянської війни.
12 червня 2020 року, відповідно до розпорядження Кабінету Міністрів України № 721-р «Про визначення адміністративних центрів та затвердження територій територіальних громад Полтавської області», село увійшло до складу Хорольської міської громади..
19 липня 2020 року, в результаті адміністративно - територіальної реформи та ліквідації Хорольського району, село увійшло до складу новоутвореного Лубенського району.

## Економіка
- Молочно-товарна ферма.
- «Ковалі», ТОВ.

## Об'єкти соціальної сфери
- Школа.
- Бібліотека.
- Будинок культури.

## Пам'ятки
Ковалі. Неолітичне поселення знаходиться за 400 м північніше с. Ковалі Хорольського району на піщаному дюнному підвищенні, розташованому в заплаві лівого берега р. Хорол. Висота 4—5 м над заплавою.   У місцевого населення воно відоме під назвою урочище Старицького. Шурфування виявило наявність потужного гумусового шару товщиною 0,6—1 м. Саме в ньому, починаючи з глибини 0,2 м, зустрічалися уламки неолітичної кераміки та мікролітичний кремінь. Матеріали неолітичного часу виявлено на всій площі дюни, але найбільшу концентрацію знахідок зафіксовано в її південній частині.
З пам'ятки походять 54 крем'яних та 6 кварцитових виробів. Основною сировиною для виготовлення знарядь служив кремінь кількох типів, але переважає деснянський крейдяний темно-сірого кольору з білими вкрапленнями. З 16 крем'яних платівок, їх уламків та перетинів 5 — мікролітичні, решта — середньо широкі. Три платівки мають нерегулярну ретуш.  Нуклеусів виявлено 3. Два з них — призматичний спрощений однобічний одно площинний та однобічний пірамідальний — за формою і характером знятих з них платівок і відщепів є типово мікролітичними. Ще один призматичний двоплощинний нуклеус має середні розміри. Знаряддя представлені двома під округлими та трьома кінцевими скребачками на відщепах. Також виявлено 29 крем'яних відщепи та 4 платівки. Одна з платівок має ретуш, що вкриває майже весь її периметр.
Неолітична кераміка Ковалів нараховує 33 фрагменти стінок та 2 фрагменти вінець посудин. За складом керамічного тіста їх можна поділити на дві групи.
До першої належать 20 фрагментів кераміки жовтого та червонуватого кольору товщиною 0,7—1,2 см з окатаними краями. Вони пористі, але міцні, мають домішку рослинних волокон та крива вику. До цієї групи належать 2 уламки невисоких, трохи відведених назовні вінець з заокругленим зрізом. На одному з них є горизонтальний ряд круглих наскрізних проколів, а друге, трохи потовщене, не має орнаменту. 3 7 орнаментованих фрагментів стінок цієї групи 3 прикрашено рядами відтисків гребінцевого штампу, 2 — прокресленими діагональними лініями, 2 — рядами трикутних наколів.
До другої групи належать 15 фрагментів червоно-бурого кольору, щільнішої, з меншою домішкою рослинності, проте з піском у тісті. Зовнішня поверхня черепків добре згладжена, а внутрішня має розчоси. Товщина стінок 0,6—1 см. П'ять фрагментів прикрашено горизонтальними рядами гребінцевих відтисків, іноді «в ялинку». Орнамент 5 фрагментів має комбінований характер і складається з рядів відтисків гребінцевого штампу у сполученні з наколами різної форми та неглибокими круглими ямками.
Кераміка обох груп за технологічними особливостями та орнаментацією знаходить аналоги серед матеріалів пам’яток другого періоду дніпровсько-донецької культури. Крім неолітичної в Ковалях виявлено 4 фрагменти кераміки доби бронзи.